# Laportea bulbifera
Laportea bulbifera är en nässelväxtart som först beskrevs av Sieb. och Zucc., och fick sitt nu gällande namn av Hugh Algernon Weddell. Laportea bulbifera ingår i släktet Laportea och familjen nässelväxter. Inga underarter finns listade i Catalogue of Life.